# 錢术
錢术（1492年—1530年），字汝冲，浙江嘉兴府海鹽縣人，明朝政治人物。

## 生平
原姓劉，入赘錢氏，改姓錢。至其子劉炌等嘉靖庚戌進士，始復姓劉。治《書經》，嘉靖元年（1522年）壬午科浙江鄉試第十四名舉人，嘉靖二年（1523年）聯捷癸未科會試第五十一名，第三甲第一百五十六名進士。授威县知县，任满五年，丁艰归家。擢工部营缮司主事，未赴任而卒。

## 家族
九世祖劉恂，元朝海盐教谕，原籍河南仪封县。曾祖劉顯，贈监察御史。祖父劉璠。父劉滂。母朱氏；继母顾氏。具庆下。叔父劉演，進士，官四川參議。兄錢模，训导；錢木；弟錢囗、錢幹、錢楅、錢椂、錢栢、錢邦、錢柱、錢榯。子劉炌，嘉靖庚戌進士，官貴州按察使。孫劉世埏，萬曆丁丑進士，南京刑部主事。劉世教，萬曆庚子科舉人。